# Haiti ai Giochi della XXV Olimpiade
Haiti partecipò ai Giochi della XXV Olimpiade, svoltisi a Barcellona, Spagna, dal 25 luglio al 9 agosto 1992, con una delegazione di 7 atleti impegnati in due discipline.